# Parthenocissus laetevirens
Parthenocissus laetevirens là một loài thực vật hai lá mầm trong họ Nho. Loài này được Rehder miêu tả khoa học đầu tiên năm 1912.